# روي دبليو. هيل
روي دبليو. هيل (بالإنجليزية: Roy W. Hill)‏ هو شخصية أعمال أمريكي، ولد في 1 ديسمبر 1899 في لوس أنجلوس في الولايات المتحدة، وتوفي في 14 فبراير 1986 في رانتشو ميراج في الولايات المتحدة بسبب قصور القلب.